# 나우누리
나우누리(Nownuri)는 나우콤에서 1994년 10월부터 서비스를 시작한 PC통신망이었다. 강창훈(1956 ~ 2023.7.17) 전 나우컴 대표가 1994년 3월 북네트(Book-Net)라는 이름의 책 전문 정보 서비스로 시작하였으나, 두 달 후인 5월 종합 PC통신 서비스로 확대했다. 서비스 초기에는 회사명을 딴 나우콤으로 불리다가 1994년 9월에 이용자들에게 서비스 명칭을 공모하여, 1994년 10월 상용화와 함께 나우누리라는 서비스명을 사용하게 되었다. 또한, 당시 상용 PC 통신망 가운데 가장 먼저 14,400 bps 속도의 서비스를 제공하였다.
지역별로 부산과 경상남도는 아이즈(Eyes), 전라도는 포커스(Focus), 대전과 충청도는 센티스(Centis)등의 통신망이 나우누리와 연계하여 서비스되었다.
이후 나우누리 서비스는 2006년 나우콤에서 분사한 나우에스엔티라는 회사로 이관되어 운영되었다.
1999년, 초고속 인터넷의 보급으로 PC통신 서비스의 운영자가 줄어들자 2000년대 초반, 포털로 진출하였는데 경쟁업체였던 하이텔, 천리안 중 포털 서비스에서 가장 두각을 나타냈다. 그러나 2004년, 싸이월드 미니홈피와 네이버 블로그 서비스의 급부상으로 1세대 포털 사이트가 몰락하며 나우누리 역시 쇠퇴의 길을 걸었다. 2004년부터 모뎀 접속은 중단되었으나, 텔넷(telnet)을 통한 VT 접속은 2012년까지 제공했다.
하지만 네이버, 프리챌, 다음 등 포털사이트의 출범과 확산, 트랜드 변화에 제대로 대처하지 못하면서 나우누리는 하이텔에 이어서 2013년 1월 31일부터 서비스를 종료하겠다고 발표했다. 이로써 3대 PC통신 중에서 천리안만이 유일하게 남게 되었다.